# العلاقات الدولية (مجلة)
مجلة العلاقات الدولية (بالإنجليزية: International Relations) هي مجلة أكاديمية فصلية محكمة تغطي مجال العلاقات الدولية، ورؤساء تحريرها هم كين بوث (جامعة أبيريستويث)، وميلجا كوركي (جامعة أبيريستويث)، وويليام باين (جامعة سنغافورة الوطنية). تأسست في عام 1960 وتنشر بواسطة سيج للنشر بالتعاون مع معهد ديفيد ديفيز التذكاري [الإنجليزية]
.

## المستخلصات والفهرسة
مجلة العلاقات الدولية ملخصة ومفهرسة في:
- الملخصات الأكاديمية [الإنجليزية]
- الفهرس الأكاديمي [الإنجليزية]
- المحتويات الحالية / العلوم الاجتماعية والسلوكية
- مؤشر الأدب الاقتصادي [الإنجليزية]
- مؤشر الاستشهادات في العلوم الاجتماعية [الإنجليزية]
- ملخصات العلوم السياسية في جميع أنحاء العالم [الإنجليزية]

وفقًا لتقارير الاستشهاد بالمجلات الأكاديمية، فإن للمجلة عامل تأثير لعام 2014 قدره 1.191، مما يجعلها في المرتبة 23 من أصل 85 مجلة في فئة "العلاقات الدولية".

## روابط خارجية
- الموقع الرسمي